# Shay Sweet
Shay Sweet (Fort Worth, Texas; 22 de septiembre de 1978) es actriz pornográfica estadounidense.
Acorde a alguna escenas extras del DVD Fine Ass Bitches, Shay Sweet es dueña de una bar en Texas llamado Coyote Ugly.

## Premios
- 1998 Premios AVN por mejor escena de sexo grupal (vídeo) en Gluteus to the Maximus[1]

Nominaciones
- 2001 Premios AVN Award por Mejor escena Lésbica (Película) – Private Openings (con Gina Ryder)
- 2001 Premios AVN Award por Mejor escena Lésbica (Película) – Watchers (con Katja Kean)[2]
- 2002 Premio AVN por Mejor Performance de Tease – Love Shack (con Jezebelle Bond)[3]

## Filmografía Parcial
- Angels (2003)
- Clit lickers delight (2003)
- Briana loves Jenna (2003)
- Confessions (2001)
- A Midsummer's Night Cream (2000)
- Dirty Candy (1999)
- Girls Home Alone 2 (1998)
- Love Shack (1998)